# Santa Cruz (canton équatorien)
Pour les articles homonymes, voir Santa Cruz.
Santa Cruz est un canton d'Équateur situé dans la province de Galápagos.